# Eupagopteryx
Eupagopteryx is een geslacht van vlinders van de familie spinners (Lasiocampidae).

## Soorten
- E. affinis (Aurivillius, 1909)
- E. albolunatus (Kenrick, 1914)
- E. songeana (Strand, 1913)